# Foersterella areena
Foersterella areena is een vliesvleugelig insect uit de familie Tetracampidae. De wetenschappelijke naam is voor het eerst geldig gepubliceerd in 2005 door Narendran.